# Pogoniopsis nidus-avis
Pogoniopsis nidus-avis är en orkidéart som beskrevs av Heinrich Gustav Reichenbach. Pogoniopsis nidus-avis ingår i släktet Pogoniopsis och familjen orkidéer. Inga underarter finns listade i Catalogue of Life.

## Bildgalleri

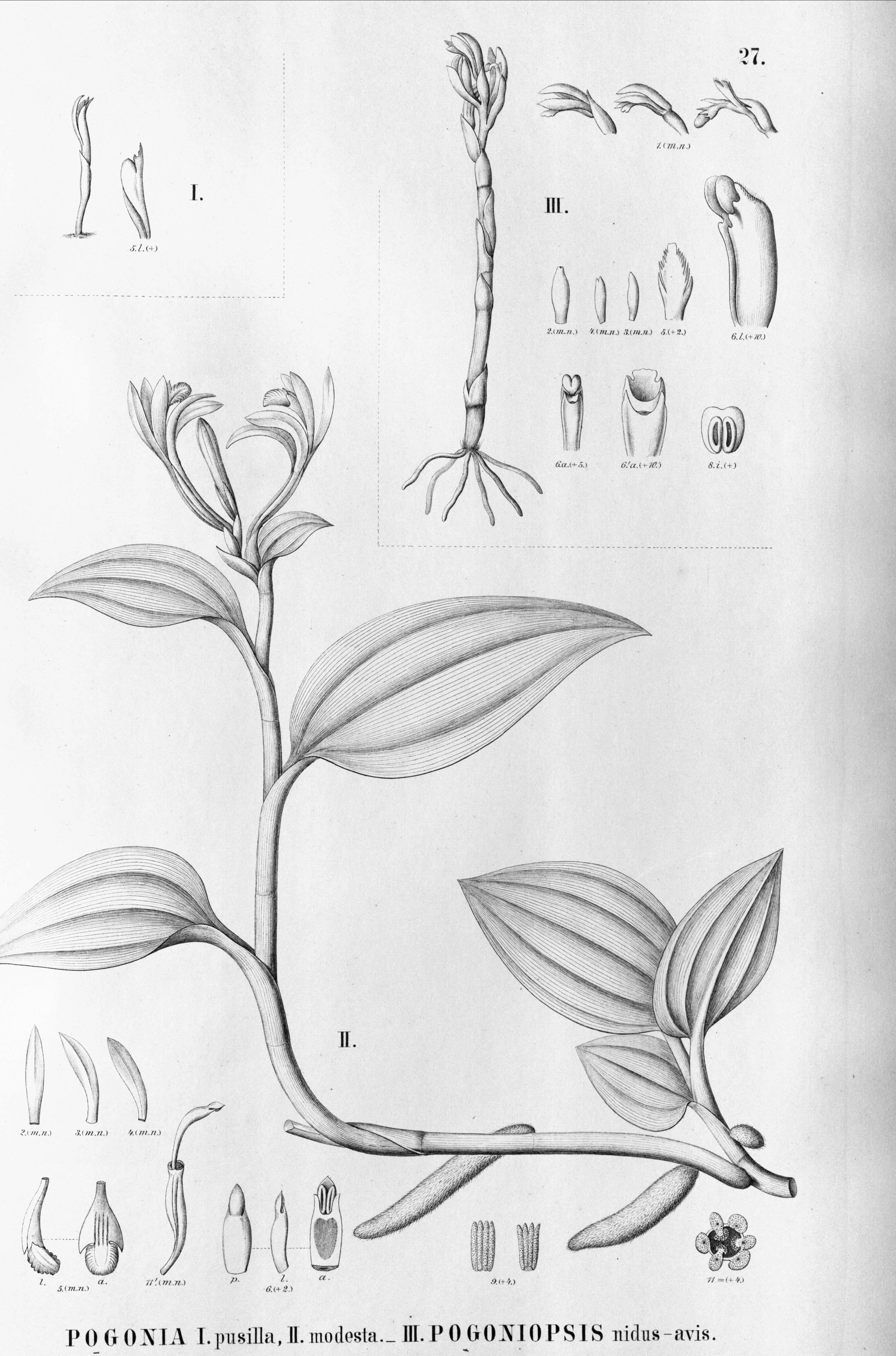